# Chandler Bing
Chandler Muriel Bing är en fiktiv karaktär i den amerikanska tv-serien Vänner, spelad av Matthew Perry.

## Bakgrund
Chandlers föräldrar var Nora Tyler Bing (Morgan Fairchild) och den homosexuelle transvestiten, tillika Las Vegas-stjärnan, Charles Bing (Kathleen Turner). Chandler har skotska anor. Han var Ross Gellers rumskamrat på college och träffade Ross syster Monica Geller och hennes vän Rachel Green, när de firade Thanksgiving 1986 tillsammans med familjen Geller under hans första år på college. Efter ett tips från Monica flyttade Chandler senare till lägenhet nr 19 i Greenwich Village, Manhattan, mitt emot från Monica och hennes rumskompis Phoebe Buffay.
Under större delen av serien är Chandler tjänsteman specialiserad på statistiska analyser och datorkonfiguration men säger upp sig och blir strax därefter junior copywriter på en reklambyrå. Många gånger under serien nämner Chandler att han hatar Thanksgiving eftersom hans föräldrar meddelade på Thanksgiving-middagen att de skulle skilja sig när han var nio år gammal.

## Relationer
I slutet av säsong fyra inleder Chandler ett hemligt förhållande med Monica Geller i London. De hade varit vänner under en tid och träffades då Chandler och Ross gick på college tillsammans. Chandler hade lagt fram antydningar om sitt intresse för Monica under säsong ett och ökade sedan sina ansträngningar i säsong tre, även om Monica trodde att han skämtade. På Ross och Emilys bröllop i London ligger Monica och Chandler med varandra och börjar dejta, de försöker hålla sitt förhållande hemligt men alla får så småningom reda på det. De två flyttar ihop i början av säsong sex, Chandler friar i slutet av säsongen och de gifter sig i slutet av säsong sju. I det sista avsnittet ser Monica och Chandler (som inte kan bli gravid på naturlig väg) sina adopterade tvillingar, Erica och Jack, födas. 
Ross Geller och Chandler Bing var rumskamrater i college och de blir svärbröder i slutet av säsong sju, The one with Monica and Chandlers wedding 2.

## Humor
Chandler är känd för sina sarkastiska skämt. Han påstår till exempel att hans efternamn, Bing, är gaeliska för kalkonen är klar. I ett avsnitt går han med på ett vad om att inte skämta under en hel vecka, vilket visar sig vara nästan lika jobbigt som att inte kunna kissa, äta eller andas för honom. När Ross och Chandler ska flirta med tjejer brukar han ofta bli kallad The Funny One. Chandler själv påstår att han själv började använda humorn som en försvarsmekanism på grund av sina föräldrars skilsmässa, och att han började röka vid nio års ålder efter att hans föräldrar skilde sig. Han tenderar att börja skämta så fort han känner sig olustig i en social situation. I början av serien tycker gänget att hans sarkastiska skämt är roliga men tröttnar senare på dem (i synnerhet hans fru Monica). 